# Oli d'alvocat

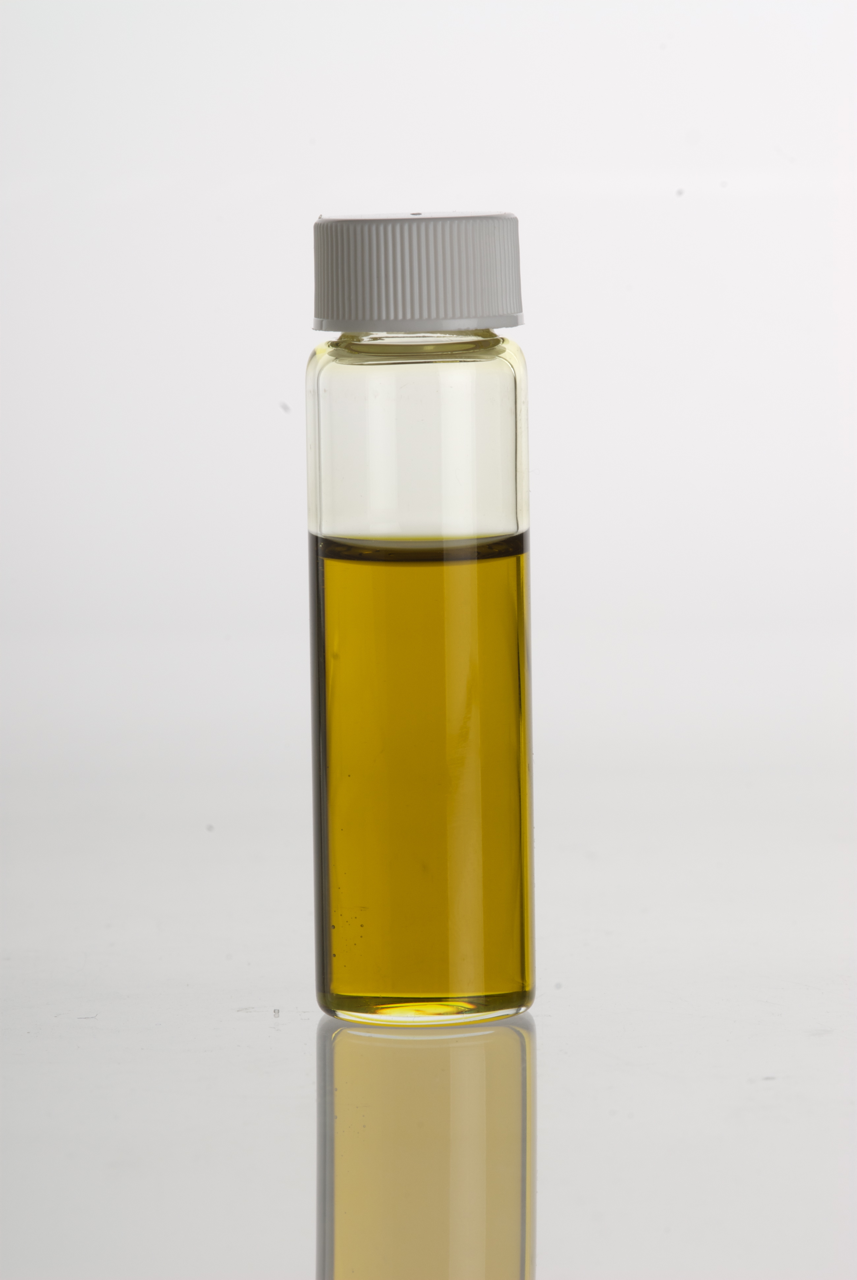
Oli d'alvocat.

L'oli d'alvocat és un oli comestible obtingut dels fruits de l'alvocat (Persea americana). Té una saludable relació de greixos insaturats i saturats. Es fa servir com ingredient en plats culinaris i com oli de cuinar. També en cosmètics amb propietats regenadores i humificants.
Una companyia de Nova Zelanda, anomenada «Olivado», el va començar a produir el 1999. Té un punt de fumeig molt alt 255 °C i funciona bé com a portador d'altres gustos. És alt en greix monoinsaturat i vitamina E.
Com l'oli d'oliva no és un oli derivat de llavors sinó de fruits, s'obté de la polpa que envolta la llavor de l'alvocat.